# Shaniko
Shaniko (kiejtése: ʃænɪkoʊ) az Amerikai Egyesült Államok északnyugati részén, Oregon állam Wasco megyéjében, a U.S. Route 97 és az Oregon Route 218 csomópontjában elhelyezkedő város. A 2020. évi népszámlálási adatok alapján 30 lakosa van.

## Története

### Megalapítása
Az első európaiak azután érkeztek a térségbe, hogy Canyon City közelében 1962-ben aranyat találtak; a The Dallesig vezető 310 kilométeres úton a vízforrások közelében telepedtek le. Ezen települések egyike a mai Bakeoven, míg egy másik a mai Shaniko területén volt. Az őslakosoktól és a rablásoktól való félelem miatt a kormány által Oregon számára nyújtott támogatásból Washington Territórium (a mai Idaho) területén katonai bázisokat hoztak létre. Az útvonalon Közép-Oregon korábban megközelíthetetlen részei is elérhetővé váltak.
A telepesek egyike a polgárháborút követően, 1874-ben érkező August Scherneckau volt; a település nevének kiejtése az indiánok által Scherneckau vezetéknevére használt kiejtést követi. Az akkor Cross Hollow-nak nevezett helység 1879 májusában megnyílt postájának első vezetője Scherneckau lett. A hivatal 1887-ben zárt be, a shanikói pedig 1900-tól működik. A település számára 1901. február 9-én kértek városi rangot, az első képviselő-testületi ülést pedig március 16-án tartották.

### Városi rang
A 20. század elején itt volt a Columbia Southern Railway Biggs Junctionből induló vasútvonalának másik végállomása. Ekkor Shanikót a „világ gyapjúfővárosaként” ismerték; évente ötvenkétezer négyzetkilométernyi anyag származott innen.
Az 1902. január 1-jei első választáson F. T. Hurlbert lett a polgármester. Az állam legnagyobb raktárából évente 1800 tonna gyapjú és négyszáz vasúti kocsinyi élőállat került forgalomba. 1903-ban kétezer tonna gyapjút és negyvenegyezer tonna búzát szállítottak, melyből hárommillió dollár bevétel keletkezett. 1904-re a bevétel elérte az ötmillió dollárt.

### Hanyatlása
1911-re az Oregon–Washington Railroad and Navigation Company a Portland és Bend közötti viszonylatot egy gyorsabb nyomvonalra terelte; a Shaniko felé haladó vasútvonalon az 1930-as években megszűnt a személyforgalom, 1966-ra pedig a teljes vonalat felszámolták. Shanikóra először az 1959-es portlandi centenáriumi kiállításon hivatkoztak kísértetvárosként.
Az 1980-as években egy befektető kísérletet tett a szálloda helyreállítására, de később eladta Robert Pamplin Jr-nak.. Ma a szállások április és szeptember között nyitva tartanak, azonban a szennyvízelvezetés hiányossága problémákat okoznak.

## Népesség
A település népességének változása:

| 2010 | 36 |
| 2020 | 30 |

## Fordítás
- Ez a szócikk részben vagy egészben  a   Shaniko, Oregon című angol Wikipédia-szócikk ezen változatának fordításán alapul.  Az eredeti cikk szerkesztőit annak laptörténete sorolja fel. Ez a jelzés csupán a megfogalmazás eredetét és a szerzői jogokat jelzi, nem szolgál a cikkben szereplő információk forrásmegjelöléseként.